# In the Pocket
In the Pocket, album av Neil Sedaka, utgivet 1980 på skivbolaget Polydor och det är producerat av Neil Sedaka och Robert Appere. Låten "What a Difference a Day Makes" var en hit för Dinah Washington 1959. LP:n har inte (2007) återutgivits på CD. Albumet nådde Billboard-listans 135:e plats.

## Låtlista
Singelplacering i Billboard inom parentes.
1. Do It Like You Done It When You Meant It (Neil Sedaka/Howard Greenfield)
2. Junkie For Your Love (Neil Sedaka/Phil Cody)
3. Letting Go (Neil Sedaka/Phil Cody)
4. You Better Leave That Girl Alone (Neil Sedaka/Howard Greenfield)
5. My Friend (Neil Sedaka/Howard Greenfield)
6. It's God To Be Alive Again (Neil Sedaka/Howard Greenfield)
7. You (Neil Sedaka/Phil Cody)
8. Should've Never Let You Go (Neil Sedaka/Phil Cody) (#19) (med Dara Sedaka)
9. You're So Good For Me (Neil Sedaka/Dara Sedaka)
10. What A Difference A Day Makes (Maria Grever/Stanley Adams)